# Bathyphantes pallidus
Bathyphantes pallidus é uma espécie de aranhas da família Linyphiidae encontradas nos Estados Unidos e no Canadá.